# Chicungunha
A doença pelo vírus Chicungunha (ou simplesmente chicungunha) é uma infeção causada pelo vírus Chicungunha (CHIKV). Os sintomas mais comuns são febre e dor nas articulações. Os sintomas geralmente começam-se a manifestar de dois a doze dias após a exposição ao vírus. Entre outros possíveis sintomas estão dores de cabeça, dores musculares, inflamação das articulações e erupções cutâneas. Os sintomas geralmente melhoram no prazo de uma semana, embora em alguns casos a dor nas articulações se possa prolongar durante meses ou anos. As crianças mais novas, idosos e pessoas com outros problemas de saúde estão em maior risco de desenvolver formas graves da doença.
O vírus é transmitido entre pessoas pela picada de duas espécies de mosquito: Aedes albopictus e Aedes aegypti. Os mosquitos picam sobretudo durante o dia. O vírus pode ainda circular entre uma série de outros animais, incluindo aves e roedores. O diagnóstico é realizado com análises ao sangue para deteção do ARN do vírus ou presença de anticorpos. Os sintomas são semelhantes aos da dengue e da febre por vírus zica. Acredita-se que após a primeira infeção a maioria das pessoas se torne imune à doença.
A melhor forma de prevenção são medidas para controlar o mosquito e evitar as picadas em regiões onde a doença é comum. As medidas de controlo mais comuns consistem em diminuir o acesso dos mosquitos a reservatórios de água e no uso de repelente de insetos e redes mosquiteiras. À data de 2016 não existia vacina nem tratamento específico. Entre as medidas recomendadas estão o repouso no leito, ingestão de líquidos e medicamentos para diminuir a febre e as dores nas articulações.
Embora a maior parte dos casos da doença ocorra em África e na Ásia, desde o ano 2000 que já foram registados surtos na Europa e na América. Em 2014 ocorreram mais de um milhão de casos suspeitos. A risco de morte é de cerca de 1 em 1000. A doença foi identificada pela primeira vez em 1952 na Tanzânia. O nome deriva da língua maconde e significa "contorcer-se".

## Sinais e sintomas

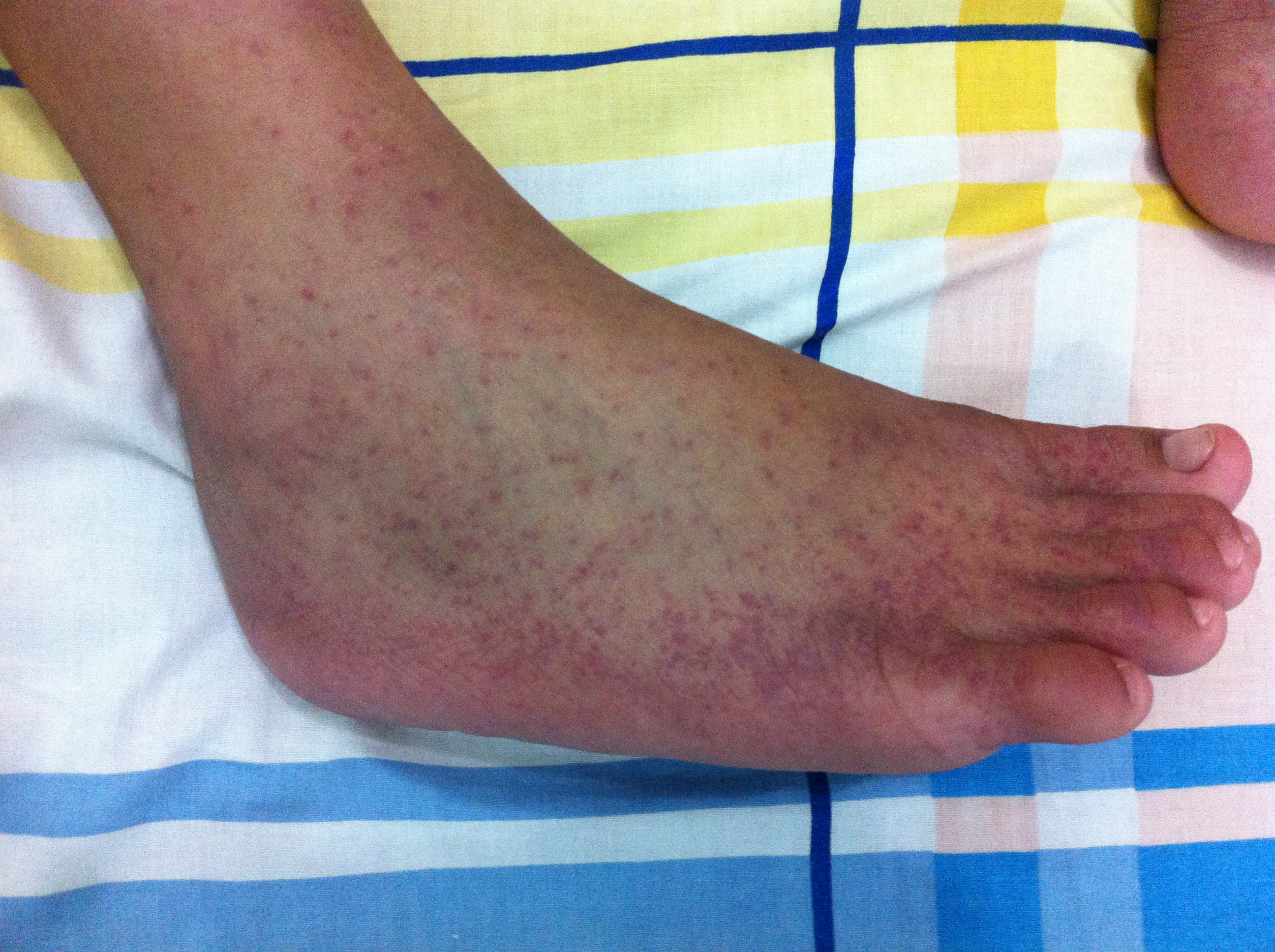
Pé de vítima de chikungunya com manchas características de várias infecções virais

Os sintomas da febre chicungunha são característicos de uma virose, e portanto, inespecíficos. Os sintomas iniciais são febre acima de 39 °C, de início repentino, dores intensas nas articulações de pés e mãos, dedos, tornozelos e pulsos, dores de cabeça, dores musculares e manchas vermelhas na pele. É uma doença febril aguda associada a dor intensa e frequente poliartralgia debilitante O diagnóstico diferencial com a febre hemorrágica da dengue é extremamente importante, razão pela qual, ao aparecimento dos sintomas é fundamental buscar socorro médico.[carece de fontes?]
Diferentemente da dengue, doença viral transmitida pelos mesmos mosquitos vetores, uma parte dos indivíduos infectados pode desenvolver a forma crônica da doença, com a permanência dos sintomas, que podem durar entre 6 meses e 1 ano. “Há casos de pacientes que não conseguem escrever”, diz o coordenador do Programa Nacional de Controle da Dengue do Ministério da Saúde, Giovanini Coelho. Há estudos relatando que 40% dos pacientes que são infectados evoluem com a forma crônica da doença.
| Quadro comparativo       | Quadro comparativo     | Quadro comparativo              |
|                          | Dengue                 | Chicungunha                     |
| ------------------------ | ---------------------- | ------------------------------- |
| Dores                    | Musculares             | Nas articulações                |
| Subtipos                 | Quatro                 | Nenhum                          |
| Contaminação             | Mais de uma vez        | Apenas uma vez                  |
| Manifestação hemorrágica | Sim                    | Não                             |
| Mortalidade              | 2% dos casos           | 1% dos casos                    |
| Sintomas                 | Desaparecem em semanas | Podem permanecer por até um ano |

Em 10% dos casos, mesmo após a cura a artrite persiste como sequela.

## Causas
A doença é causada pela infecção pelo Chikungunya virus, um RNAss vírus, envelopado e de formato esférico. Ele pertence à família Togaviridae, e ao gênero Alphavirus. Considerado um arbovírus, por ser transmitido por mosquitos do gênero Aedes e atualmente encontrado em todos os continentes. O seu genoma tem cerca de de 12 Kb (quilobases) e codifica para cinco proteínas estruturais (que irão compor a partícula viral); E1, E2, E3, C (proteína do capsídeo), 6K e quatro proteínas não estruturais (utilizadas para a replicação do genoma e montagem da partícula); proteínas não estruturais 1 (nsP1), 2 (nsP2), 3 (nsP3) e 4 (nsP4) . 

### Transmissão

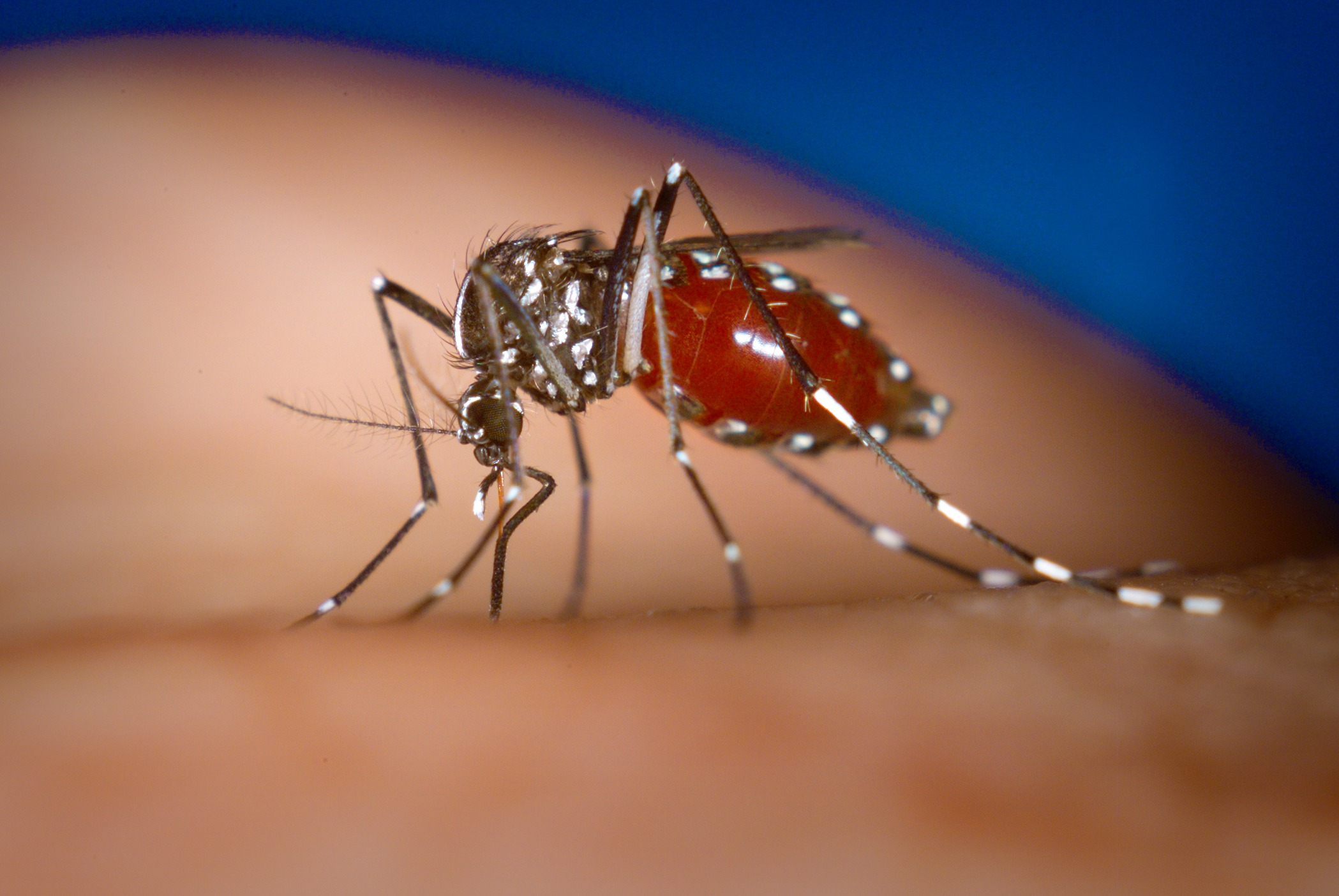
Aedes albopictus

A transmissão do vírus chicungunha (CHIKV) é feita através da picada de insetos-vetores do gênero Aedes, no ciclo urbano, o principal vetor é Aedes aegypti (popularmente conhecido como "mosquito da dengue") e em ambientes silvestres pelo Aedes albopictus. Embora a transmissão direta entre humanos não esteja demonstrada, há de se considerar a possibilidade da transmissão in utero da mãe para o feto.[carece de fontes?]
O período de incubação do vírus é de 2 a 7 dias, sendo que os sintomas surgem entre 4 e 7 dias depois da picada do mosquito.

## Tratamento

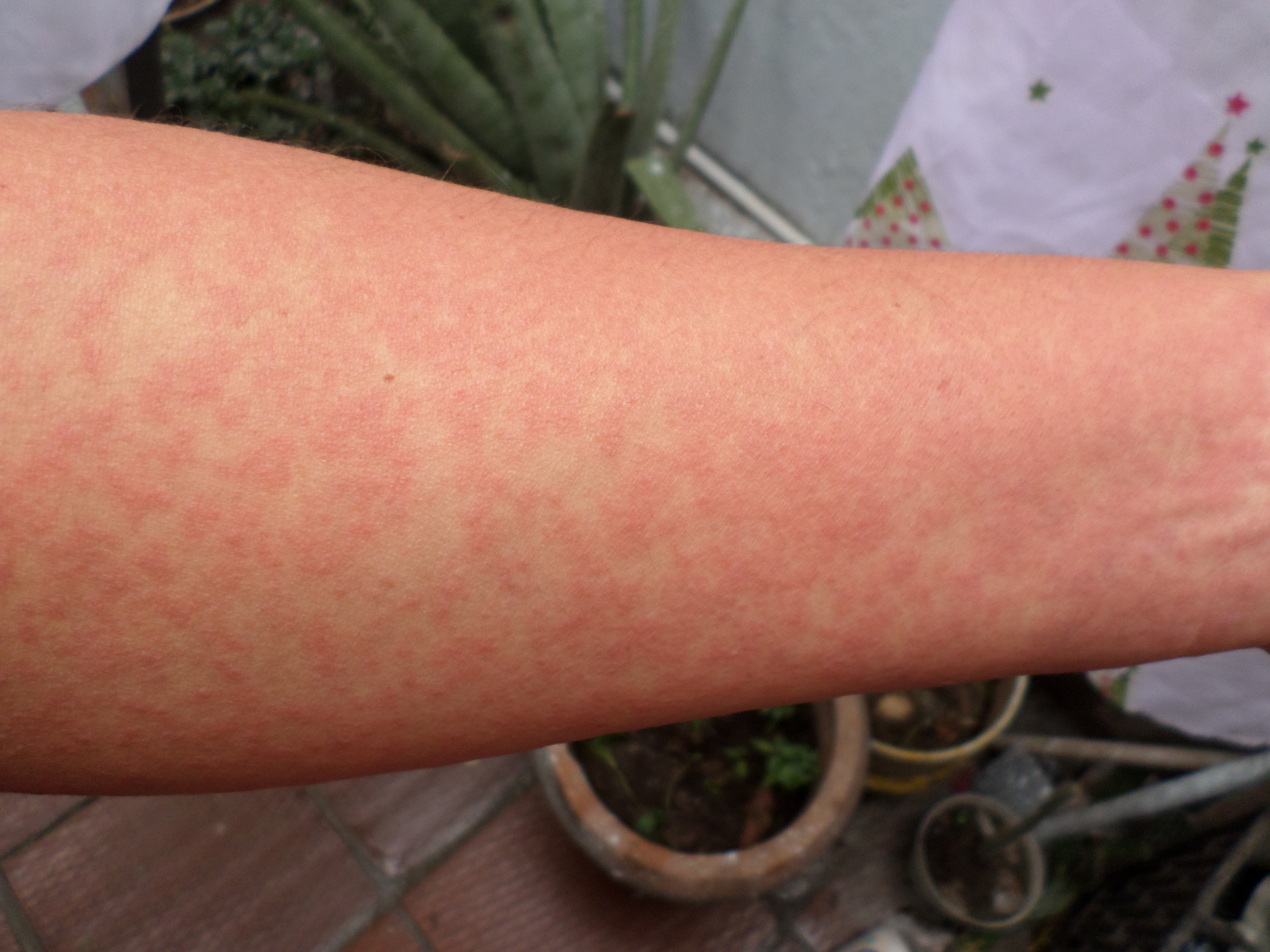
Braço de vítima de chicungunha. Esse sintoma também é encontrado em outras viroses

Até 2018 ainda não havia vacina ou tratamento específico para esse vírus. Assim o tratamento é apenas dos sintomas  - febre, dor e desidratação, com antipirético, analgésico e soro fisiológico, respectivamente.

## Prevenção
Assim como a dengue, a melhor prevenção é eliminar os mosquitos Aedes, evitando deixar água parada e destampada ou sem cloro. Cobrir o corpo com camisa com manga larga, calça e meia, usar repelentes e telas de mosquitos também são recomendados.
Não há tratamento específico, apenas sintomático. Após 7 a 10 dias a maioria das pessoas desenvolvem imunidade contra o vírus e os sintomas desaparecem. Paracetamol e ibuprofeno podem ser usados para aliviar a dor e inflamação. A prevenção é principalmente feita com controle dos mosquitos, telas, roupas largas e repelentes.
Em novembro de 2023, a agência americana FDA aprovou a vacina de dose única Ixchiq desenvolvida em parceria com o Instituto Butantan. A aprovação ainda não foi solicitada à Anvisa enquanto são finalizados estudos com adolescentes que podem substanciar a indicação para uma faixa etária ampliada.

## Epidemiologia

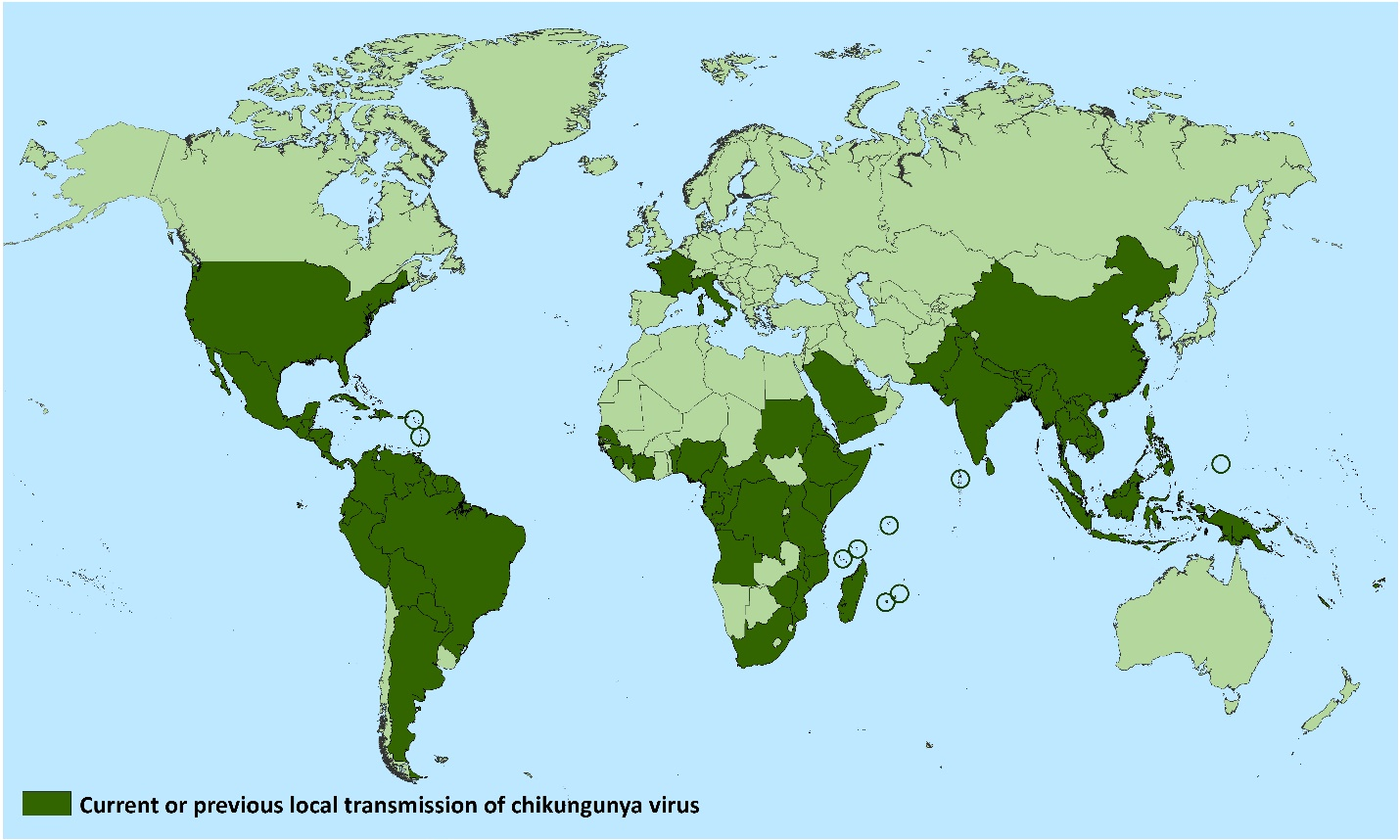
Em verde, os países em que foram registrados casos da doença até setembro de 2019

Casos da febre chicungunha foram relatados na Tailândia (em 1953), Indonésia, Taiwan, Singapura, Malásia, Sri Lanka, ilhas Maldivas, Quénia (em 2004), Comores (em 2005), Mayotte, Seychelles, Maurícia, Reunião (2005-2006) e Índia (2006), e, em menor intensidade, na Itália, Martinica, Guadalupe, Guiana Francesa, Estados Unidos e Brasil (em 2010).
Um surto de chicungunha foi relatado em 2006 em Andra Pradexe (Índia), mesma época em que casos alóctones foram relatados em diversos países europeus.
Chegou nas Américas apenas em 2014 e segue expandindo causando uma pandemia. Desde então mais de 1,7 milhões de casos suspeitos foram notificados à Organização Pan-Americana da Saúde. O diagnóstico é difícil pois é muito similar a outras viroses. Causou surtos recentes (2010-2015) por todas as Américas, Europa, África, China, sudeste Asiático e ilhas do pacífico.
A existência de grandes cidades densamente povoadas onde existam os insetos vetores da doença, bem como o aumento do número de viagens entre países e intercontinentais facilitam a disseminação do vírus.
Em 2017, a Organização Mundial de Saúde, confirmou o surto da doença na Região de Lazio, centro da Itália, mais propriamente na cidade de Roma e nas zonas de Anzio e Latina.

### Brasil
Os primeiros casos confirmados no Brasil, em 2010, referem-se a dois pacientes do sexo masculino (de 41 e 55 anos, em São Paulo) que apresentaram os sintomas depois de uma viagem à Indonésia. A terceira paciente, uma paulista de 25 anos, esteve na Índia.
Em junho de 2014 foram confirmados seis casos no Brasil de soldados que retornaram de uma missão no Haiti. Segundo dados publicados pelo Ministério da Saúde, porém, no dia 15 de outubro de 2014, foram confirmados 337 casos no país, sendo 274 apenas na cidade de Feira de Santana, na Bahia. Em 2015, ocorreu um surto na América do Sul nos primeiros quatro meses deste ano com estimativa de 10 mil casos e 113 mortes. Estima-se que 2 500 desses casos foram no Brasil, a maioria dos casos na Bahia, Minas Gerais e São Paulo. em 2016 a doença continua a se espalhar pelo país. No primeiro semestre de 2017, o estado do Ceará viveu uma nova epidemia da doença.

## Etimologia
Chicungunha é um aportuguesamento de chikungunya, o nome da doença na língua maconde, um dos idiomas oficiais da Tanzânia, onde foi documentada a primeira epidemia da doença em 1953. O termo provém da raiz verbal kungunyala, e significa "tornar-se dobrado ou contorcido", em referência à aparência curvada dos pacientes, motivada pelas intensas dores articulares e musculares, características da doença. Em Angola (África) a doença é popularmente conhecida por catolotolo, palavra proveniente do quimbundo katolotolu, derivação do verbo kutolojoka ("ficar alquebrado").